# Diane van Es
Diane Gabriëlla van Es (* 22. März 1999 in Rotterdam) ist eine niederländische Leichtathletin, die im Langstreckenlauf an den Start geht. 2024 wurde sie Vizeeuropameisterin im 10.000-Meter-Lauf.

## Sportliche Laufbahn
Erste internationale Erfahrungen sammelte Diane van Es beim Europäischen Olympischen Jugendfestival (EYOF) in Tiflis, bei dem sie in 9:58,49 min die Goldmedaille im 3000-Meter-Lauf gewann. 2017 belegte sie bei den U20-Europameisterschaften in Grosseto in 9:55,43 min Rang zwölf und 2019 wurde sie bei den U23-Europameisterschaften in Gävle mit 16:09,28 min 13. über 5000 m. Im Dezember gelangte sie bei den Crosslauf-Europameisterschaften in Lissabon nach 21:53 min auf Rang elf im U23-Rennen und sicherte sich in der Teamwertung die Goldmedaille. Bereits im Vorjahr gewann sie bei den Crosslauf-Europameisterschaften 2018 in Tilburg die Silbermedaille in der Teamwertung in der U20-Altersklasse. 2021 gewann sie bei den U23-Europameisterschaften in Tallinn in 15:48,4 min die Bronzemedaille im 5000-Meter-Lauf hinter der Italienerin Nadia Battocletti und Klara Lukan aus Slowenien. Daraufhin nahm sie an den Olympischen Spielen in Tokio teil, schied dort aber mit 15:47,01 min im Vorlauf aus.
2022 gelangte sie bei den Europameisterschaften in München mit 15:26,44 min auf den 13. Platz über 5000 Meter und im Jahr darauf erreichte sie bei den Weltmeisterschaften in Budapest mit 32:05,85 min Rang 13 über 10.000 Meter. 2024 gewann sie bei den Europameisterschaften in Rom in 30:57,24 min die Silbermedaille über 10.000 Meter hinter der Italienerin Nadia Battocletti. Im August wurde sie bei den Olympischen Sommerspielen in Paris in 31:25,51 min 16. Im Dezember siegte sie in 23:32 min bei der Course de l’Escalade und bei den Straßenlauf-Europameisterschaften 2025 in Löwen kam sie im Halbmarathon nicht ins Ziel. Zuvor verbesserte sie in Monaco den Europarekord im 5-km-Straßenlauf auf 14:39 min und löste damit ihre Landsfrau Sifan Hassan als Rekordhalterin ab.
In den Jahren 2020, 2022 und 2024 wurde van Es niederländische Meisterin im 5000-Meter-Lauf.

## Persönliche Bestleistungen
- 3000 Meter: 8:49,55 min, 6. August 2022 in Chorzów
  - 3000 Meter (Halle): 9:01,32 min, 10. Februar 2021 in Apeldoorn
- 5000 Meter: 15:07,52 min, 29. Mai 2021 in Nijmegen
- 10.000 Meter: 30:57,24 min, 11. Juni 2024 in Rom
- 5-km-Straßenlauf: 14:39 min, 9. Februar 2025 in Monaco (Europarekord)
- 10-km-Straßenlauf: 30:29 min, 12. Februar 2023 in Schoorl (niederländischer Rekord)
- Halbmarathon: 1:08:03 h, 16. März 2025 in New York City